# Helichrysum chrysargyrum
Helichrysum chrysargyrum là một loài thực vật có hoa trong họ Cúc. Loài này được Moeser mô tả khoa học đầu tiên năm 1910.